# Resolución 16K

Comparación de las resoluciones 16K UHD, 8K UHD, 4K UHD, HD y SD

El término 16k se refiere a una resolución de pantalla que tiene 15360x8640 píxeles, para un total de 132,7 megapíxeles. Tiene 4 veces más pixeles que la resolución 8K y 64 veces más que la resolución 1080p.

## Historia
AMD ha anunciado, como objetivo, que las futuras tarjetas gráficas puedan soportar la resolución de 16K con una velocidad de 240 Hz para una "inmersión verdadera" en realidad virtual.
Linus Sebastian y su equipo montaron una PC gamer que podía ejecutar juegos con una resolución de 16K mediante el uso de 16 monitores 4K y cuatro tarjetas gráficas Nvidia Quadro.
En mayo de 2023,  el fabricante de paneles chino BOE, en el marco del SID Display Week 2023, presentó un prototipo de pantalla de ultra alta resolución de 16K. En concreto, de 15.360 x 8.640 píxeles.